# Turnaj
Turnaj je soutěž většího počtu účastníků, kteří v nějakém sportu, hře či jiné disciplíně zápasí o celkové vítězství. Sestává z řady jednotlivých utkání, na jejichž základě se pak vybere vítěz turnaje. Typickými formáty jsou vyřazovací turnaj, v němž se po každém kole počet aktivních účastníků zmenší na polovinu, protože prohrávající odstoupí, a dále turnaj typu každý s každým, v němž se všichni účastníci postupně střetnou se všemi. Kromě toho se turnaj může hrát nějakým jiným systémem, například švýcarským. Může se také hrát kombinací několika systémů, např. základní skupiny se hrají systémem každý s každým, následují vyřazovací boje doplněné utkáním o třetí místo.